# 髻山
髻山（もとどりやま）は、長野県北部（北信地方）、長野市・上水内郡飯綱町にまたがる山。標高744.4メートル。約20万年前に活動していた単成火山である。

## 概要
長野市中心部から北北西へ、直線距離で10キロメートル余りに位置する。妙高火山群に含まれる第四紀火山である。山頂には、髻山城跡がある。

## 一等三角点と天測点
髻山山頂には、一等三角点と天測点がある。天測点は、全国に48箇所設置されたが、長野県では髻山にしかない。